# Parafia Świętych Apostołów Piotra i Pawła w Trzebnicy
Parafia pw. Świętych Apostołów Piotra i Pawła w Trzebnicy znajduje się w dekanacie Trzebnica w archidiecezji wrocławskiej.  Jej proboszczem jest ks. Bogdan Grabowski. Obsługiwana przez księży archidiecezjalnych. Erygowana w 1999.

## Obszar parafii
Parafia obejmuje miejscowości - Droszów, Malczów, Marcinowo, Przecławice, Rzepotowice, Węgrzynów oraz ulice w Trzebnicy - 	Akacjowa, Alpejska, Brama Trębaczy, Chrobrego, Daszyńskiego (nr. 55 do końca, nr. 44 do końca), Drzymały, Głowackiego (nr. 3 do końca, nr. 12 do końca), Graniczna, Jarzębinowa, Konopnickiej (nr. 11 do końca), Kościelna (nr. 18, 20, 22 oraz 25 do końca do końca), Kwiatowa, Lawendowa, Leszczyńskiej, Lipowa, Marcinowska, Miodowa, Młynarska, Morelowa, Mostowa, Na Wzgórzach, Obornicka, Obrońców Pokoju (nr. 14 do końca, 9 do końca), Ogrodowa, Orzechowa, Owocowa, Piaskowskiego Polna (nieparz. 1-7), Przemysłowa, Rynek, Słoneczna, Solna, Spokojna, Wałowa, Węgrzynowska, Widokowa, Wiosenna, Wiśniowa, pl. Włostowica, Zielona, Żeromskiego, Żołnierzy Września.